# Scottish Party
Scottish Party grundades 1930 av en grupp av medlemmar i Unionist Party som arbetade för att bilda ett skotska parlamentet av samma typ som dominionerna i Samväldet. Det förenades med National Party of Scotland till Scottish National Party 1934.
Ett mindre, dock oberoende, politiskt parti med samma namn grundades 2004 av en tidigare medlem i Scottish National Party. Namnet ändrades dock senare till Free Scotland Party.